# Стуколкин, Ивар Всеволодович
И́вар Все́володович Сту́колкин (13 августа 1960, Таллин, Эстонская ССР, СССР) — советский пловец, олимпийский чемпион в эстафете 4×200 метров вольным стилем. Заслуженный мастер спорта СССР (1980).
Окончил государственный институт физической культуры имени П. Ф. Лесгафта.

## Карьера
На Олимпиаде в Москве вместе с Сергеем Копляковым, Владимиром Сальниковым и Андреем Крыловым завоевал золотую медаль в эстафете 4×200 метров вольным стилем. На дистанции 400 метров кролем Ивар стал бронзовым призёром.
В 1982 году на чемпионате мира по водным видам спорта Стуколкин стал серебряным призёром.
Обладатель двух национальных рекордов Эстонии — на дистанциях 400 и 1500 метров вольным стилем.